# New Line Television
New Line Television fue el brazo de producción de televisión del estudio de cine del mismo nombre. Estuvo activo durante unos 20 años, desde 1988 hasta 2008.

## Historia
La compañía fue fundada en 1988 para producir Freddy's Nightmares , una serie de televisión basada en la serie de películas Nightmare on Elm Street del estudio . Tras la cancelación de la serie en 1990, New Line lanzó su propia unidad de televisión un año después.
En 1990, New Line compró una participación mayoritaria en Robert Halmi, Inc. Entertainment , una productora especializada en películas y miniseries para televisión. RHI se vendió a Hallmark Cards en 1994, poco después de que Turner Broadcasting System adquiriera New Line. New Line una vez tuvo una tienda de distribución de televisión, New Line Television Distribution, que anteriormente estaba afiliada a RHI. El 21 de octubre de 1992, New Line y RHI estaban en negociaciones para manejar la gestión del producto del catálogo de RHI. El 15 de febrero de 1999, el productor Trilogy Entertainment Group había firmado un acuerdo de desarrollo exclusivo con el estudio para producir proyectos de televisión, principalmente para sindicación, cable y redes. El 28 de abril de 2000, se anunció que Matthew Blackheart: Monster Smasher , un programa que New Line planea debutar para distribución, debutaría en cambio en Sci-Fi Channel, convirtiéndolo finalmente en un programa hecho para televisión. película.
Turner se fusionó con Time Warner el 10 de octubre de 1996. El 16 de junio de 2000, firmó un contrato de producción de afiliación con Warner Bros. Television para producir series de cadena por un período de dos años.  A partir de octubre de 2006, MGM Television comenzó a distribuir películas y series de televisión de New Line.
El 28 de febrero de 2008, New Line Cinema se fusionó con Warner Bros. y, por lo tanto, dejó de existir como entidad separada. A su vez, New Line Television se incorporó a la división de televisión de Warner Bros.
En 2016 Warner Bros. Television anunció que va a volver reviviendo A New Line Television (por lo que Llaman Ahora New Line Cinema) Y Se Hizo Para Proxima Parada En Una Serie De Television Basada Cosa De La Película Que Pertenece A New Line Cinema

## Series de televisión

### Series de televisión producidas
| Título                                | Año       | Canal       | Notas |
| ------------------------------------- | --------- | ----------- | --- |
| Freddy's Nightmares                   | 1988–1990 | Sindicación | con Stone Productions |
| Court TV: Inside America's Courts     | 1993–1997 | Sindicación | con Court TV. Propiedad de Scripps Networks LLC                                                                                               |
| La Máscara                            | 1995–1997 | CBS         | con DPS Film Roman, Dark Horse Entertainment y Sunbow Entertainment                                                                           |
| Dumb & Dumber                         | 1995      | ABC         | con Hanna-Barbera Productions |
| Mortal Kombat: Defenders of the Realm | 1996      | USA Network | con DPS Film Roman, Threshold Entertainment/Lawrence Kasanoff; distribuido por Warner Bros. Television Distribution y Turner Program Services |
| Mortal Kombat: Konquest               | 1998–2000 | TNT         | con Mailbu Entertainment, Inc., Threshold Entertainment/Lawrence Kasanoff; distribuido por Warner Bros. Television Distribution               |
| Breaking News                         | 2002      | Bravo       | con Trilogy Entertainment Group |
| The Twilight Zone                     | 2002–2003 | UPN         | con Spirit Dance Entertainment, Trilogy Entertainment Group y Joshmax Production Services                                                     |
| Masterminds                           | 2003–2007 | History     | con Red Apple Entertainment |
| Amish in the City                     | 2004      | UPN         | con Stick Figure Productions |
| Kitchen Confidential                  | 2005      | FOX         | con Hemingson Entertainment, Darren Star Productions y 20th Century Fox Television                                                            |
| Blade: la serie                       | 2006      | Spike       | con Phantom Four Films y Marvel Entertainment                                                                                                 |
| The Real Wedding Crashers             | 2007      | NBC         | con Katalyst Films |
| Friday: The Animated Series           | 2007      | MTV2        | con Cubevision y MTV Animation |
| High School Confidential              | 2008      | WE tv       | con Herizon Productions |
| Family Foreman                        | 2008      | TV Land     | |

### Series de televisión distribuidas
- The Lost World (1999–2002)